# Bánd
Bánd är en ort i Ungern.   Den ligger i provinsen Veszprém, i den västra delen av landet, 100 km väster om huvudstaden Budapest. Bánd ligger 290 meter över havet och antalet invånare är 641.
Terrängen runt Bánd är platt åt sydväst, men åt nordost är den kuperad. Bánd ligger nere i en dal. Runt Bánd är det ganska tätbefolkat, med 60 invånare per kvadratkilometer. Närmaste större samhälle är Veszprém, 10,3 km öster om Bánd. I omgivningarna runt Bánd växer i huvudsak lövfällande lövskog.